# Lira kalion
Lira kalion, kalion (Callionymus maculatus) – gatunek morskiej ryby okoniokształtnej z rodziny lirowatych (Callionymidae).

## Występowanie
Występuje w północnym Atlantyku, od Islandii i Norwegii do Portugalii, w Morzu Północnym i Śródziemnym.
Ryba żyjąca nad dnem piaszczystym, szczególnie na przybrzeżnych łachach, na głębokości do 300 m.

## Opis
Dorasta maksymalnie do 16 cm (samce) i 13 cm (samice). Ciało wydłużone, bezłuskie, pokryte śluzem. Głowa szeroka, płaska z krótkim pyskiem. Oczy duże, skierowane skośnie do góry. Mały otwór gębowy, na szczękach drobne zęby ułożone w wiele warstw.  Dwie płetwy grzbietowe, położone blisko siebie, pierwsza podparta 4 giętkimi promieniami, u samców pierwszy wyraźnie wydłużony, druga dłuższa wzmocniona 9–10 miękkimi promieniami. Płetwy brzuszne duże, zaokrąglone. Płetwa ogonowa zaokrąglona.
Ubarwienie brązowawożółte, na grzbiecie ciemniejsze, na brzuchu rozjaśnione. Ciało pokryte podłużnymi smugami z ciemniejszych i perłowobiałych punktów. 

## Odżywianie
Odżywia się drobnymi zwierzętami żyjącymi na dnie.

## Rozród
Tarło w zależności od miejsca odbywa się od stycznia do czerwca.